# María Romano
María Esther Haydee Romano de Díaz (Buenos Aires, 28 novembre 1931) è un'ex schermitrice argentina.

## Biografia
Ha partecipato ai Giochi della XVIII Olimpiade di Tokyo nel 1964.

## Palmarès
In carriera ha conseguito i seguenti risultati:
- Giochi panamericani:

San Paolo 1963: bronzo nel fioretto a squadre.